# Explosionskatastrophe in Cali 1956
Die Explosionskatastrophe von Cali ereignete sich am 7. August 1956 in der kolumbianischen Stadt Cali im Departamento Valle del Cauca. 

## Ursache
Insgesamt 1053 Kisten mit 42 Tonnen gallertartigem Sprengstoff, der für den Straßenbau bestimmt war und tags zuvor im Hafen von Buenaventura aus einem schwedischen Schiff entladen worden war, wurden auf sieben Lastwagen der kolumbianischen Armee in die Stadt geliefert. Die Kisten wurden abends in unmittelbarer Nachbarschaft eines alten Bahnhofs etwas außerhalb der Stadt deponiert. Dort ereignete sich am darauf folgenden Tag um 01:07 Uhr nachts die Explosion. Große Teile der damaligen Innenstadt von Cali – die Stadt zählte Mitte der 1950er Jahre etwa 120.000 Einwohner (heute sind es 2,4 Millionen) – wurden dabei zerstört. Es starben vermutlich rund 1300 Menschen; der Priester Hurtado sprach von 3725 Toten, die er in einem Massengrab gesehen habe. Zwischen 1200 und 12.000 Personen sollen verletzt worden sein.
Die Ursache des Unglücks konnte nie ermittelt werden. Man vermutete später entweder eine Überhitzung des Sprengstoffs oder eine unabsichtlich abgefeuerte Kugel beim Entsperren einer Pistole eines Soldaten.
Die Explosion riss ein Loch von 50 Meter Breite und acht Metern Tiefe. Es war die schwerste unnatürliche Explosionskatastrophe in der Geschichte Kolumbiens und ganz Südamerikas. 

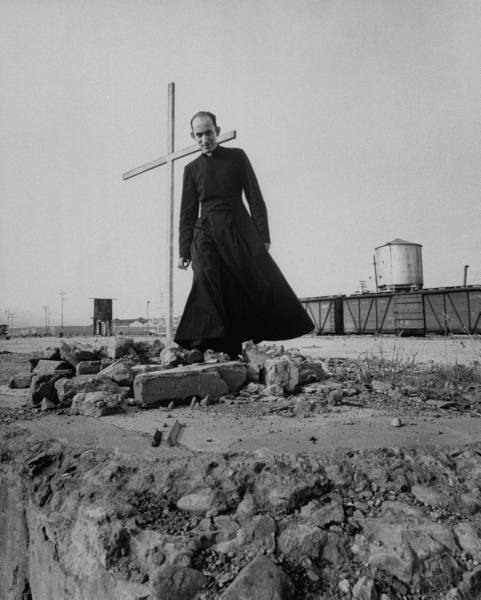
Padre Alfonso Hurtado Galvis (1924 bis 2014), einer der wichtigsten Zeugen der Katastrophe, vor einem behelfsmäßig errichteten Gedenkkreuz.

## Hintergrund
Mitte der 1950er Jahre wurden in Kolumbien die Bauvorhaben bezüglich der Panamericana stark vorangetrieben, vor allem in den Küstendepartements Chocó und Valle del Cauca. Die hierfür benötigten Sprengstoffe wurden entweder im Land hergestellt oder aber über Venezuela oder die pazifischen Häfen importiert und dann zu den Bauvorhaben im Landesinneren transportiert. Diese Fahrten über die Straßen der Anden stellten allerdings große Anforderungen an Fahrer und Fahrzeuge. Hinzu kam, dass sich Kolumbien seit 1953 unter der Junta von Gustavo Rojas Pinilla und seit Ende der 1940er Jahre in einer schwelenden Bürgerkriegssituation befand (siehe La Violencia). Vor diesem Hintergrund wurden die Sprengstofftransporte fast durchweg vom Militär durchgeführt oder von diesem gesichert.

## Vorgeschichte
Der für den Straßenbau vorgesehene Sprengstoff, insgesamt rund 110 Tonnen Sprenggelatine, einem aus Glycerintrinitrat und Kollodiumwolle bestehenden Dynamitsprengstoff, wurde am Morgen des 6. August 1956 im Hafen von Buenaventura an Bord eines schwedischen Schiffes angelandet und dort auf 20 Lastwagen der kolumbianischen Armee verladen. Die Ziele des Konvois, der zunächst die Route über das rund 80 Kilometer entfernte Cali nehmen sollte, waren Baustellen bei Palmira und Bogotá. Die Fahrt über die Bergstraßen dauerte fast viereinhalb Stunden.  
Die 20 Lastwagen trafen in den Nachmittagsstunden, um 17:30 Uhr, in Cali ein. Dort wurden die Fahrzeuge zunächst auf dem Gelände der Militärbasis Pichincha (Cantón Militar Pichincha) im Süden der Stadt zwischengeparkt; 13 von ihnen setzten aber alsbald ihre Fahrt in Richtung Palmira und auf einer Umgehungsstraße fort. Den sieben verbliebenen Lastwagen jedoch, die ursprünglich nach Bogotá beordert worden waren, wurde die Weiterfahrt vom Kommandanten der Basis, Capitán Gustavo Camargo, höchstwahrscheinlich aus Sicherheitsgründen untersagt. Vielleicht wurden die Fahrer auch als übermüdet angesehen; ebenso könnte eine Überhitzung der Motoren der Lastwagen ursächlich gewesen sein. Auch wird teils berichtet, dass die Weiterfahrt quer durch die Stadt wegen eines zum Nationalfeiertag (Anerkennung Kolumbiens am 7. August 1819) anstehenden Feuerwerks als zu gefährlich angesehen wurde.
Diese sieben Lastwagen, die insgesamt noch 1053 Kisten mit zusammen rund 42 Tonnen Sprenggelatine geladen hatten, wurden schließlich am Spätnachmittag, etwa gegen 17:30 Uhr, nördlich des heute nicht mehr betriebenen – und mittlerweile inmitten der Stadt liegenden – Pazifik-Rangierbahnhofes (Ferrocarril del Pacifico), etwa auf halber Höhe zwischen dem Bahnhof und der heutigen Schnellstraße 1 (Carrera 1) beziehungsweise entlang der Querstraße 25 (Calle 25), abgestellt. In unmittelbarer Nachbarschaft lagen die Unterkünfte des Pionier-Bataillons Codazzi, das den Straßenbau zwischen Cali und Palmira vorangetrieben hatte, sowie der örtlichen Militärpolizei, weswegen der Standort als sicher erachtet wurde.

## Die Katastrophe
In den frühen Morgenstunden des 7. August, um 1:07 Uhr Ortszeit, explodierten die abgestellten Lastwagen in einer Kettenreaktion. Die verheerende Explosion zerstörte insgesamt acht Wohnblocks vollständig und beschädigte drei weitere stark. Am Explosionsort wurde ein 50 Meter langer und etwa acht Meter tiefer Krater in den Erdboden gerissen. Die nahen Unterkünfte des Codazzi-Bataillons sowie der Militärpolizei wurden buchstäblich von der Druckwelle weggefegt, wobei rund 500 Soldaten sofort getötet wurden. Leichenteile wurden noch in bis zu zwei Kilometern Entfernung auf Hausdächern und auf Straßen gefunden. Im Umkreis von etwa zehn Blocks wurden alle Gebäude entweder völlig zerstört oder schwer beschädigt. Besonders betroffen von der Katastrophe waren hierbei die Stadtviertel San Nicolás, El Porvenir, El Hoyo, El Piloto, Fátima und Jorge Isaacs. Stark beschädigt wurden auch die Kirchen La Merced und San Paolo (bei dieser, rund eineinhalb Kilometer entfernt, wurden die zentnerschweren bronzenen Türen von der Druckwelle aus den Angeln gedrückt). 
Der Knall der Explosion konnte noch in über 50 Kilometern Entfernung, so in Buga und Santander de Quilichao, wahrgenommen werden. Die Erdbebenwarte des nationalen geographischen Institutes in Bogotá sowie das USGS registrierten einen Ausschlag auf der Richterskala von 4,3. 

## Unmittelbare Folgen
Nach der Explosion standen ganze Straßenzüge in Flammen. Über dem Ort der Katastrophe soll sich laut Augenzeugenberichten eine riesige pilzförmige Wolke, ähnlich wie bei einer Kernwaffenexplosion, gebildet haben. Zunächst herrschte völlige Konfusion. Erste Berichte über das Unglück wurden um 4:50 Uhr über das Radio übermittelt. Der Militärchef des Departamento Valle del Cauca, General de Brigada Alberto Gómez, übernahm noch in der Nacht persönlich das Kommando über die Katastrophenhilfe, die zunächst aber stark erschwert war, da in der gesamten Stadt nur sechs Feuerlöschfahrzeuge verfügbar waren und forderte Verstärkung aus dem Umland an. Die Löscharbeiten zogen sich beinahe über drei Tage hin. Das städtische Universitätskrankenhaus (Hospital Universitario del Valle) war mit den zahlreichen Verletzten, vor allem auch den Brandopfern, völlig überfordert, weswegen zahlreiche Verletzte an den nachfolgenden Tagen zu den Krankenhäusern nach Tuluá, Palmira und Buga gebracht wurden.

## Die Opfer
Die Zahl der Opfer ist nicht genau bekannt. Offizielle Stellen nennen etwa 1.300 Todesopfer, darunter 500 Soldaten und Militärpolizisten. Indessen wurden aber auch Zahlen von bis zu 4.000 Toten postuliert, wobei hierbei vermutlich jedoch ein Missverständnis vorliegt. So erklärte Alfonso Hurtado Galvis (1924–2014), ein früherer Rechtsanwalt und seit 1950 Padre der Kirche Santa Marta, einer der bekanntesten Augenzeugen des Desasters, dass er Gräber gesehen habe, in welchen über 3.700 nicht identifizierbare Schädel und Körperteile bestattet worden seien. Dies hat wahrscheinlich dazu geführt, dass die Zahl der Toten mit der Zahl der beigesetzten Teile gleichgesetzt und dementsprechend höher eingeschätzt wurde. 
Über die Zahl der Verletzten besteht eine wesentlich größere Unklarheit. Manche Quellen nennen zwar bis zu 12.000 Verletzte, jedoch ist diese Zahl nicht zu verifizieren. Möglicherweise liegt auch hier indessen eine falsche Wiedergabe vor: So wird nämlich auch berichtet, dass nur 1.200 Verletzte in umliegende Krankenhäuser gebracht worden sein sollen. Insgesamt gab es in Cali rund 5.000 Familien, die Todesopfer oder Verletzte zu beklagen hatten, was die Zahlen von 1.300 Toten und (mindestens) 1.200 Verwundeten möglicherweise stützen könnte.

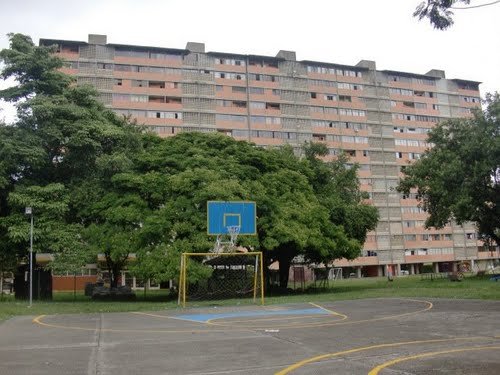
Der Wohnkomplex Residencial República de Venezuela, dessen Bau seitens Venezuela zur Unterbringung von Obdachlosen gespendet wurde (Bild aus dem Jahr 2013).

## Reaktionen des Auslandes
In den Tagen und Wochen nach der Katastrophe, und auch nachdem das Ausmaß des Unglückes nach und nach bekannt geworden war, trafen zunächst Beileidsbekundungen – etwa von Papst Pius XII. – und später Spenden ein, so aus den USA, der Sowjetunion, den EVG-Staaten, aus Mexiko und Japan sowie aus den Nachbarländern. So spendete etwa Venezuela, damals unter der Diktatur von Marcos Pérez Jiménez, einen mehrstöckigen Plattenbau-Wohnkomplex (Residencial República de Venezuela) zur Unterbringung von durch die Explosion obdachlos gewordenen Menschen. 

## Ursachen
Die genaue Ursache des Unglücks konnte nie geklärt werden. Die Spekulationen reichten von einem Schuss, der sich versehentlich vom Gewehr eines der Posten an den Lastwagen gelöst haben könnte, bis hin zu einer achtlos weggeworfenen Zigarette oder den möglicherweise überhitzten Motoren der Lastwagen (wobei hier indessen fraglich wäre, ob diese Umstände die Sprenggelatine überhaupt hätten entzünden können). Der Diktator Kolumbiens, General Gustavo Rojas Pinilla, äußerte zudem den Verdacht, dass Rebellengruppen einen Anschlag verübt haben könnten, doch konnte kein Hinweis auf eine vorsätzliche Tat gefunden werden.
Das Unglück in Cali ist bis heute die schwerste unnatürliche Explosionskatastrophe in der Geschichte Kolumbiens und – neben der San Juanico-Katastrophe von 1984 (in Mexiko) – eines der opferreichsten Unglücke dieser Art in Mittel- und Südamerika im 20. Jahrhundert.  